# Беленци
Беленци (болг. Беленци) — село в Болгарии. Находится в Ловечской области, входит в общину Луковит. Население составляет 450 человек.

## Политическая ситуация
В местном кметстве Беленци, в состав которого входит Беленци, должность кмета (старосты) исполняет Фанка Асенова Атанасова (Движение за права и свободы (ДПС)) по результатам выборов.
Кмет (мэр) общины Луковит — Петыр Георгиев Нинчев (независимый) по результатам выборов.